# Línea 3 (Limusa)
La línea 3 de la red de autobuses urbanos de Lorca (Limusa) une el Óvalo con Campillo, Torre del Obispo y Purias.

## Características
Esta línea une el Óvalo, centro de la ciudad, con la pedanía de Campillo realizando un recorrido circular.
Desde el 1 de abril de 2023, algunas expediciones prolongan su itinerario hasta la urbanización Torre del Obispo.
Desde el 1 de diciembre de 2023, algunas expediciones prolongan su itinerario hasta Purias.
La línea mantiene los mismos horarios todo el año (exceptuando las vísperas de festivo y festivos de Navidad), circulando únicamente de lunes a viernes laborables. No presta servicio los fines de semana ni festivos.
Está operada por la empresa municipal Limusa, perteneciente al Ayuntamiento de Lorca.

## Horarios
Salvo las marcadas en negrita, todas las horas de paso son aproximadas.
| Lunes a viernes laborables |                  |        |          |       |
| Óvalo > Campillo > Óvalo   |                  |        |          |       |
| Óvalo                      | Torre del Obispo | Purias | Campillo | Óvalo |
| 08:00                      | →                | →      | 08:15    | 08:30 |
| 09:30                      | 09:45            | 09:50  | 10:00    | 10:15 |
| 10:45                      | →                | →      | 11:00    | 11:15 |
| 13:30                      | 13:45            | →      | 13:50    | 14:00 |
| 14:45                      | 15:00            | 15:05  | 15:15    | 15:30 |
| 17:30                      | 17:45            | 17:50  | 18:00    | 18:15 |
| 18:45                      | →                | →      | 19:00    | 19:15 |
| 19:45                      | 20:00            | 20:05  | 20:15    | 20:30 |

## Recorrido y paradas
| Código | Denominación          | Líneas de la parada |
| ------ | --------------------- | ------------------- |
| 84     | Óvalo - Azul y Blanco | 1 2 3               |
| 64     | La Isla               | 3 7 9               |
| 41     | Cruce del Gato        | 3 7 9               |
| 108    | San Fernando          | 3 7 9               |
| 24     | Camino Hondo          | 3                   |
| 69     | Las Palmeras          | 3                   |
| 40     | Cruce La Cruz         | 3                   |
| 78     | Los Postes            | 3                   |
| 117    | La Tronera            | 3                   |
| 74     | Local Social          | 3                   |
| 129    | Torre del Obispo      | 3                   |
| 138    | Purias                | 3                   |
| 139    | Purias 2              | 3                   |
| 74     | Local Social          | 3                   |
| 60     | Iglesia               | 3                   |
| 33     | Colegio Campillo      | 3                   |
| 39     | Cruce Campillo        | 3                   |
| 63     | La Granja             | 3                   |
| 127    | La Báscula            | 3                   |
| 71     | Las Vegas             | 3                   |
| 109    | San Fernando          | 3 4 9               |
| 42     | Cruce del Gato        | 3 4 9               |
| 65     | La Isla               | 3 4 9               |
| 84     | Óvalo - Azul y Blanco | 1 2 3               |